# Cophyla cowanii
 (juin 2021).
Espèce
Synonymes
- Platypelis cowanii Boulenger, 1882

Statut de conservation UICN

 DD  : Données insuffisantes
Cophyla cowanii est une espèce d'amphibiens de la famille des Microhylidae.

## Répartition
Cette espèce est endémique de Madagascar. Selon l'ASW, elle se rencontre dans l'Est de Betsileo, ce terme renvoie à une population et non à un lieu ; dès lors cette indication est à prendre avec réserve, et à Voloina dans l'Est de Madagascar. Du fait de la méconnaissance de cette espèce, son aire de répartition reste incertaine. 
Pour l'UICN, sa localité-type incertaine ne permet pas de définir une aire de répartition précise.

## Description
Cette espèce n'est connue que par sa femelle holotype qui mesure 30 mm. Les spécimens de Voloina ont été assignés à cette espèce de manière incertaine.

## Étymologie
Cette espèce est nommée en l'honneur du révérend William Deans Cowan (1844–1923).

## Publication originale
- Boulenger, 1882 : Catalogue of the Batrachia Salientia s. Ecaudata in the collection of the British Museum, ed. 2, p. 1-503 (texte intégral).